# Psilophthalmus paeminosus
Genre
Espèce
Statut de conservation UICN

 VU D2 : Vulnérable
Psilophthalmus paeminosus, unique représentant du genre Psilophthalmus, est une espèce de sauriens de la famille des Gymnophthalmidae.

## Répartition
Cette espèce est endémique du Brésil. Elle se rencontre dans les États de Bahia et de Sergipe.

## Description
C'est un saurien diurnes et ovipares assez petit, aux pattes petites voire atrophiées.

## Publication originale
- Rodrigues, 1991 : Herpetofauna das dunas interiores do Rio Sào Francisco, Bahia, Brazil. II. Psilophthalmus: um novo genero de microteiideos sem palpebra (Sauria, Teiidae). Papéis Avulsos Zoology (São Paulo), vol. 37, no 20, p. 321-327.